# Ерёмин, Григорий Михайлович
Григорий Михайлович Ерёмин (1 декабря 1904, Льговский уезд, Курская губерния — 1 апреля 1988) — советский разведчик, полковник.

## Биография
Родился в русской семье крестьян, в 1916 окончил сельскую школу. С 1916 по 1924 работал в деревне летом, а зимой на сахарном заводе села Любимовка, также в период захвата территории белогвардейцами с 1918 по 1919. В 1923 окончил вечернюю школу повышенного типа при Любимовском совхозе. С 1924 по 1925 сторожил клуб Губернского социального обеспечения Курска, потом на различных должностях, от чернорабочего до помощника табельщика, в Кульбакском совхозе Калининского комбината с апреля 1925 по сентябрь 1926.
В РККА с 1926, с 1931 в ВКП(б). С ноября 1926 по ноябрь 1927 обучался в полковой школе 65-го стрелкового полка в Новороссийске, с октября 1928 по сентябрь 1929 в Владикавказской пехотной школе. Являлся старшиной полковой школы 65-го стрелкового полка с ноября 1927 по октябрь 1928, в составе Владикавказской пехотной школы трижды участвовал в подавлении вооружённых восстаний в районе города. Командир взвода полковой школы 9-го стрелкового полка в Симферополе с сентября 1929 по ноябрь 1931, служил в Рыбницком укрепленном районе на должностях помощника командира, затем командира пулемётной учебной роты, начальника отделения штаба с ноября 1931 по апрель 1935.
В 1935 поступил на специальный факультет Военной академии имени М. В. Фрунзе. После окончания Специального факультета Военной академии РККА имени М. В. Фрунзе секретный уполномоченный с сентября 1938 по май 1939, заместитель начальника 5-го (Франция, Швейцария, Италия, Испания) отделения с мая по июль 1939, начальник 3-го (Румыния, Балканские страны) отделения с июля 1939 по август 1940 1-го (западного) отдела РУ штаба РККА, в распоряжении того же управления с августа 1940 по июль 1941, 3-й секретарь полномочного представительства СССР в Румынии.
Участник Великой Отечественной войны с 1941 по 1943 на Южном и Закавказском фронтах. Заместитель начальника РО штаба Южного фронта с августа по октябрь 1941), 18-й армии с октября 1941 по ноябрь 1942), Черноморской группы войск Закавказского фронта с ноября 1942 по январь 1943, Туапсинского оборонительного района. Затем назначается начальником военного отдела Союзной контрольной комиссии в Румынии. С ноября 1947 по февраль 1949 являлся начальником 4-го отдела 2-го управления Комитета информации. Похоронен на Кунцевском кладбище в Москве.

### Звания
- старшина;
- полковник.

### Награды
Награждён двумя орденами Красного Знамени (1943, 1945), орденом Отечественной войны I степени (1945), орденом Красной Звезды (1942), медалями.